# Chiloglanis congicus
Chiloglanis congicus és una espècie de peix de la família dels mochòkids i de l'ordre dels siluriformes.
Els mascles poden assolir els 7,5 cm de llargària total.
Es troba a Àfrica: conca del riu Congo.